# Dassault Hirondelle
Die Dassault MD.320 Hirondelle war ein 14-sitziges Mehrzwecktransportflugzeug des französischen Herstellers Dassault Aviation, das von zwei Turboproptriebwerken angetrieben wurde und über eine Druckkabine verfügte.

## Geschichte und Konstruktion
Im Jahr 1967 suchte die französische Luftwaffe Ersatz für die zweimotorigen Douglas DC-3 und Beechcraft 18, die für Transportaufgaben und für die Navigationsausbildung eingesetzt wurden. Deshalb wurden Anfragen an die französische Luftfahrtindustrie gestellt, wobei das neue Flugzeug von Turbomeca-Astazou-Propellerturbinen mit 870 PS angetrieben werden sollte. Auf Grund der Anfrage entwarf und konstruierte Dassault einen Prototyp. Das Design und die Konstruktion konnte schnell fertiggestellt werden, da sie auf der bereits gebauten Dassault Falcon 20 basierten. Die Rumpflänge und das Volumen waren identisch, die Tragflächen und das Leitwerk wurden von der Falcon 20 übernommen jedoch angepasst. Das Flugzeug verfügte über ein einziehbares Bugradfahrwerk, wobei das Hauptfahrwerk in die Triebwerksgondeln eingezogen wurde. Die Hirondelle hatte einen kreisförmigen Rumpfquerschnitt, eine Druckkabine mit Platz für zwei Piloten und maximal zwölf Passagiere.
Die Erfahrung die im Hirondelle-Programm gewonnen wurden, flossen später ins Dassault Falcon 10-Projekt ein, dessen Prototyp 1970 zum ersten Mal flog. Die Hirondelle war das letzte Propellerflugzeug, das von Dassault entwickelt wurde.

## Technische Daten
| Kenngröße             | Daten                                                        |
| --------------------- | ------------------------------------------------------------ |
| Besatzung             | 2                                                            |
| Passagiere            | 8–12                                                         |
| Länge                 | 12,25 m                                                      |
| Spannweite            | 14,55 m                                                      |
| Höhe                  | ? m                                                          |
| Flügelfläche          | 27 m²                                                        |
| Leermasse             | 3500 kg                                                      |
| max. Startmasse       | 5400 kg                                                      |
| Höchstgeschwindigkeit | 500 km/h                                                     |
| Dienstgipfelhöhe      | 5000 m                                                       |
| Reichweite            | 3000 km                                                      |
| Triebwerke            | 2 × Turbomeca Astazou XIVD Turboproptriebwerke mit je 686 kW |